# The East
The East is een Brits-Amerikaanse thriller-dramafilm uit 2013 onder regie van Zal Batmanglij. Hij en hoofdrolspeelster Brit Marling schreven samen het verhaal. The East werd genomineerd voor onder meer de Saturn Award voor beste thriller.

## Inhoud
Jane Owen werkt voor een private intelligentiedienst genaamd Hiller Brood. Haar werkgeefster Sharon geeft haar de opdracht om undercover te infiltreren in The East, een ondergrondse groepering die door middel van diverse acties strijdt uit ecologische en anarchistische idealen. Zij proberen aan het licht te brengen hoe verschillende grote bedrijven willens en wetens de volksgezondheid schaden ten faveure van hun eigen financiële gewin.
Jane neemt de identiteit van 'Sarah Moss' aan en begeeft zich zo in kringen waar zij leden van The East in verwacht. Zo komt ze in contact met Luca, die haar inderdaad naar het geheime hoofdkwartier van de groepering leidt. Ze ontmoet er onder anderen de voormalige geneeskundestudent Thomas 'Doc' Ayres, de dove Eve, de militante Izzy en groepsleider Benji. Jane slaagt erin om volledig te worden geaccepteerd door de groep en krijgt steeds meer informatie over de leden en hun acties tot haar beschikking. Hierover rapporteert ze uitvoerig aan Hiller Brood en hun opdrachtgever. Gaandeweg krijgt Jane alleen steeds meer begrip en sympathie voor de beweegredenen en doelen van de leden van The East.

## Rolverdeling
| - Brit Marling - Jane Owen / 'Sarah Moss' - Alexander Skarsgård - Benji - Ellen Page - Izzy - Toby Kebbell - Thomas 'Doc' Ayres - Shiloh Fernandez - Luca - Aldis Hodge - Thumbs - Danielle Macdonald - Tess - Hillary Baack - Eve - Patricia Clarkson - Sharon - Jason Ritter - Tim - Julia Ormond - Paige Williams | - Billy Magnussen - Porty McCabe - Wilbur Fitzgerald - Robert McCabe - John Neisler - Rory Huston - Jamey Sheridan - Richard Cannon - Pamela Roylance - Diane Wisecarver - Ryan Grego - Johnny Perkins - Billy Slaughter - Trevor - John James Tourville - John James - Lani Bemak - Lani - Angharad Robinson - Angie |